# Ренцо Тарабузі
Ренцо Тарабузі (нар. 1 липня 1906, Флоренція — пом. 8 червня 1968, там само) — італійський драматург, автор сценаріїв для театру, кіно і телебачення, який писав часто в тандемі з Джуліо Скарніччі.

## Загальні відомості
Під час навчання в університеті в 1930-х роках познайомився з Джуліо Скарніччі. З тих пір працював з ним в тандемі як драматург і сценарист.
Серед його найвідоміших творів для театру: «Той, хто хоче бути щасливим» (Chi vuol esser lieto sia), з яким він 1950 року здобув премію «Срібна маска».
Відомі його п'єси: «Ікра та сочевиця» (1956) у співавторстві з Скарніччі, перекладена на різні мови, в тому числі на українську під назвою «Моя професія — синьйор з вищого світу» — перекладач Віль Гримич, «Татусі народжуються у шафах», «Усі жінки, крім мене» (1956).
Писав сценарії для телевізійних програм: передачі компанії RAI «Раз, два, три» (1954—1959), присвяченій вар'єте з Уго Тоньяцці й Раймондо Віанелло, а також сценарії для пісенного конкурсу «Canzonissima'61», програми «Мона Ліза» (1963) з Віанелло та співачкою Ебб Лейн і програми «Пробка» (1967) з телеведучим Коррадо Мантоні.
З 1951 по 1957 він разом із Джуліо Скарніччі писав різні музичні комедії для таких зірок як Уго Тоньяцці та Раймондо Віанелло, зокрема «Куди ти їдеш, якщо у тебе немає коня» та «Подвійний пропуск» (1954—1955).
Для актора Карло Доппорто він написав шість музичних комедій, серед яких «Дипломат» та «Почесний».
Був автором пісень, таких як «Коли дівчина в Новому Орлеані» та «Сувенір д'Італі» композитора Леліо Луттацці, які виконувала співачка Джула де Пальма.
Він також написав сценарії більше ніж до 30 фільмів.
Був одружений з Джузеппіною Ланді (Giuseppina Landi). Донька — Доната Тарабузі.

## Пам'ять
З 2006 року у Флоренції щодворічно присуджується Премія імені Скарніччі і Тарабузі «Il Troncio» за значні досягнення в розвитку італійського шоу-бізнесу. Серед лауреатів цієї премії популярний телеведучий Карло Конті.

## Фільмографія
- «Два сержанти» режисера Карло Альберто К'єза (1951)
- «Кафе Шантан» режисера Камілло Мастрочінкве (1953)
- «Сорока з Тихого океану» режисера Роберто Біанкі Монтеро (1959)
- «Мій друг, доктор Джекіль» режисера Маріно Джироламі (1960)
- «Чудове тріо» режисера Джорджіо Сімонеллі (1961)
- «Ботфорти Фра Дьяволо» режисера Джорджіо Сімонеллі (1962)
- «Літня несамовитість» режисера Луїджі Дзампа (1963)
- «Герої Заходу» режисера Стено (1963)
- «Техаські близнюки» режисера Стено (1964)
- «Кохання в італійському стилі» режисера Стено (1966)
- «Рінго і Грінго проти всіх» режисера Бруно Корбуччі (1966)
- «Свисток в носі» режисера Уго Тоньяцці (1967)
- «Пересадка» режисера Стено (1970)